# Operacija nezamislivo
Operacija nezamislivo (engl. Operation Unthinkable) je naziv za britanski vojni plan napada na Sovjetski Savez koji je trebao biti izveden 1. srpnja 1945. godine. Bio je izrađen od strane Zajedničkog stožera za planiranje britanskih oružanih snaga po naređenju tadašnjeg britanskog premijera Winstona Churchilla.
Planiranje operacije je započelo u proljeće 1945. godine, u vrijeme kada se u Europi još uvijek vodio drugi svjetski rat, a Ujedinjeno Kraljevstvo i SSSR još uvijek formalno bili saveznici u sukobu protiv Sila Osovine. S druge strane, u to je vrijeme bilo sasvim izgledno da se rat bliži kraju, odnosno kako će nacistička Njemačka biti poražena.
Churchill, koji je već 25 godina bio antikomunist, je tada pretpostavio da je upravo SSSR na putu da postane dominantna sila u Europi i globalna prijetnja britanskim političkim interesima, odnosno, slobodnom svijetu.
Plan je izrađen kao dio nastojanja da se ta prijetnja otkloni, ili barem smanji. U tu svrhu bili su već poduzeti praktični koraci, odnosno Churchill je zagovarao da postrojbe zapadnih saveznika prilikom završnih operacija protiv Njemačke napreduju što dalje na istok kako bi se spriječilo da SSSR preko Crvene armije u državama središnje i istočne Europe instaliraju komunistički, odnosno prosovjetski režimi. Američkim generalima je tako sugerirano da pokušaju ući u Prag i zauzeti područje prethodne Čehoslovačke, a britanskim jedinicama da zauzmu Berlin, odnosno spriječe prodor Titovih partizana u sjevernu Italiju.
Do 8. svibnja 1945. kada je Njemačka službeno kapitulirala, samo dio tih ciljeva je ispunjen, odnosno sovjetske jedinice su se nalazile daleko na zapadu od predratnih sovjetskih granica, onemogućivši tako stvaranje ne-komunističkih vlasti u predratnim državama Istočne i Centralne Europe. To je za Churchilla i veliki dio tadašnje britanske vlade bilo neprihvatljivo, pogotovo u slučaju Poljske, čija su nezavisnost i teritorijalni integritet bili formalni povod Britaniji da 1939. godine objavi rat Njemačkoj.

## Ofenzivna operacija
Osnovni cilj vojne operacije po zamisli britanskog vojnopolitičkog vrha je bio da se tadašnjem "SSSR-u nametne volja Velike Britanije i SAD-a". Jedna od definicija te volje može se definirati kao poštene granice za Poljsku koje bi se postigle neograničenim korištenjem vojske. Brzi početni uspjeh po tom planu može prisiliti SSSR da prihvati našu volju, ali to se ne mora obavezno dogoditi. To moraju Rusi odlučiti, a ako žele totalni rat, imat će ga.
Zapovjednici britanskog vrhovnog vojnog štaba su navodno bili zabrinuti zbog veličine Crvene armije u Europi i pošto su smatrali Staljina osobom kojoj se ne može vjerovati, vjerovali su da postoji opasnost po Zapadnu Europu. Također se računalo da ako Velika Britanija i SAD objave rat SSSRu da će on ući u vojni savez s Japanom što je bio jedan od argumenata objave rata.
Na kraju zapovjednici vojnog štaba su došli do zaključka kako je napad nepraktičan zbog nadmoći u ljudstvu i opremi Crvene Armije nad ujedinjenom britanskom, američkom i njemačkom vojskom u Europi.

## Obrambeni planovi
Nakon što je dobio mišljenje protiv napada Winstona Churchilla 10. lipnja 1945. postavlja pitanje o mogućnosti vođenja obrambenog rata u slučaju napada Sovjetskog Saveza na snage saveznika u zapadnoj Europi. Odgovor na to pitanje se sastojao u mogućim strategijama obrane britanskih otoka.
Detalji plana, kao i njegovo postojanje su objavljeni 1998. godine.

## Vanjske poveznice
- Julian Lewis: Changing Direction: British Military Planning for Post-war Strategic Defence[neaktivna poveznica], 2nd edn., Routledge, 2008, pp.xxx-xl (ISBN 0-415-49171-1)